# Fjallabyggð

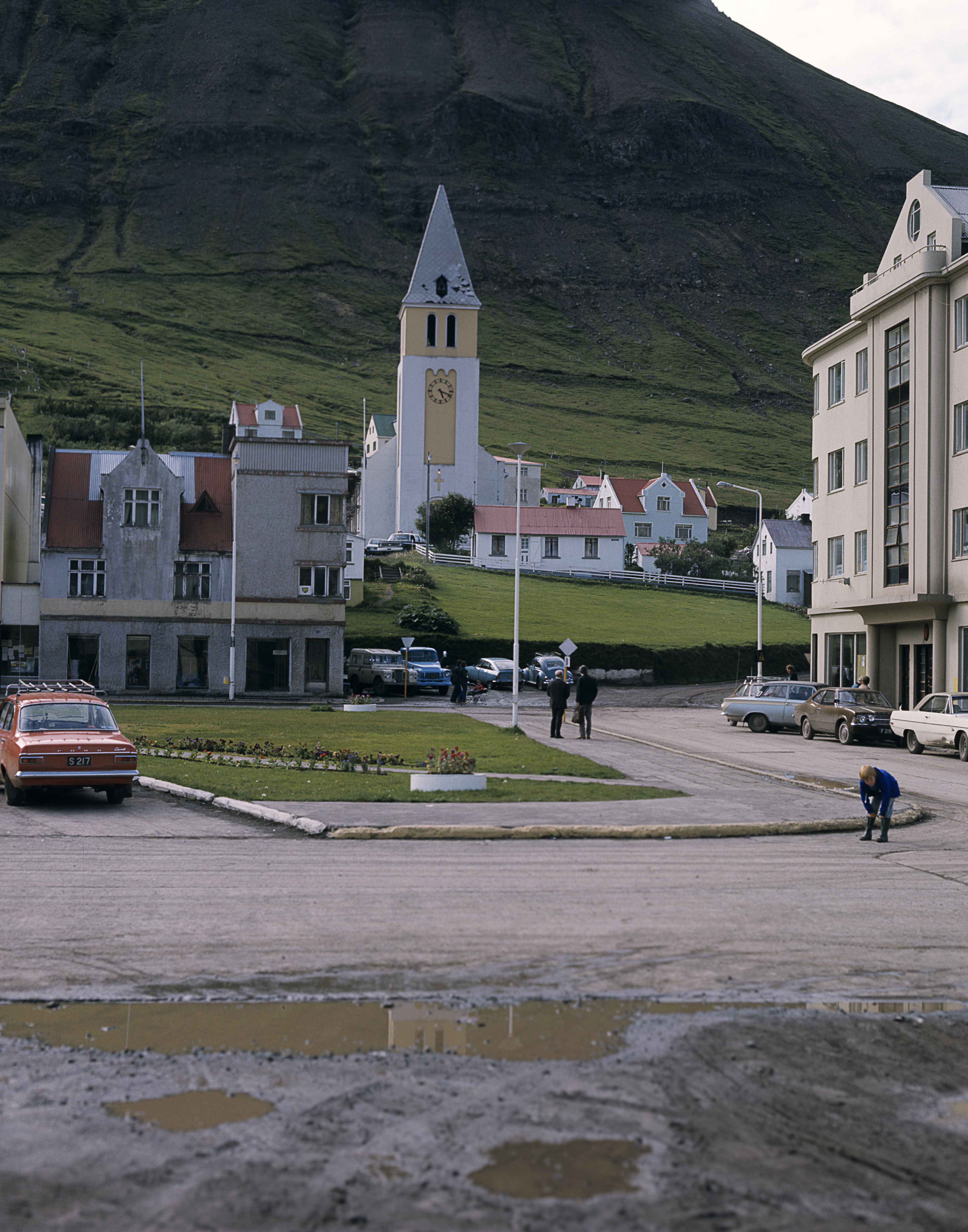
Siglufjörður (1975)

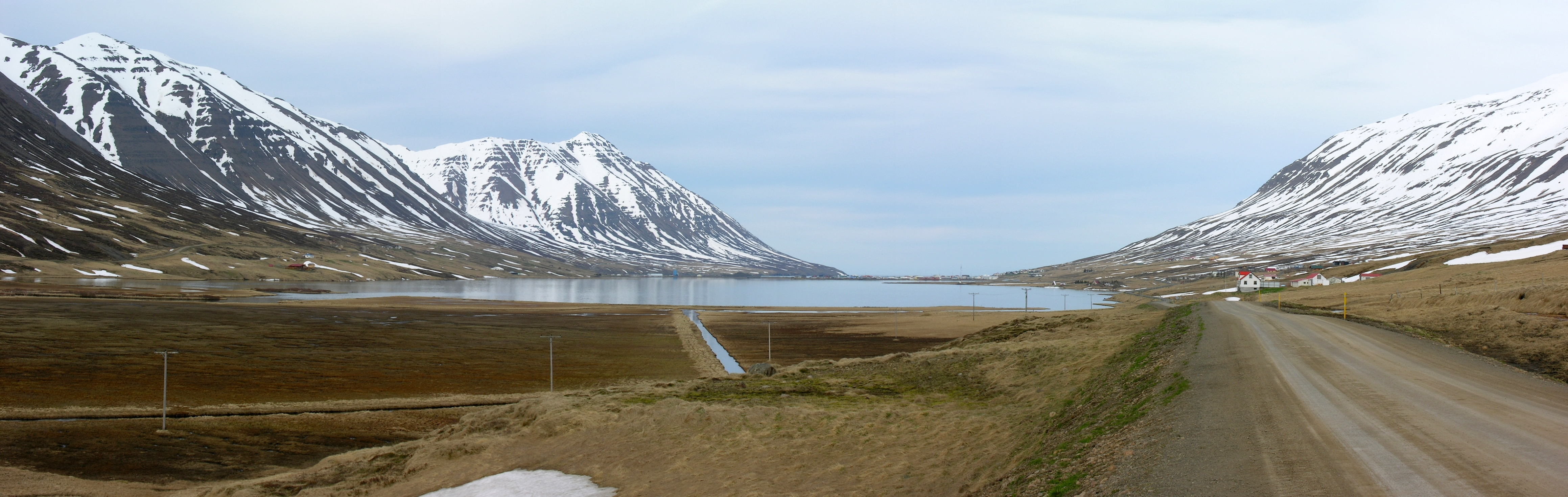
Ólafsfjörður

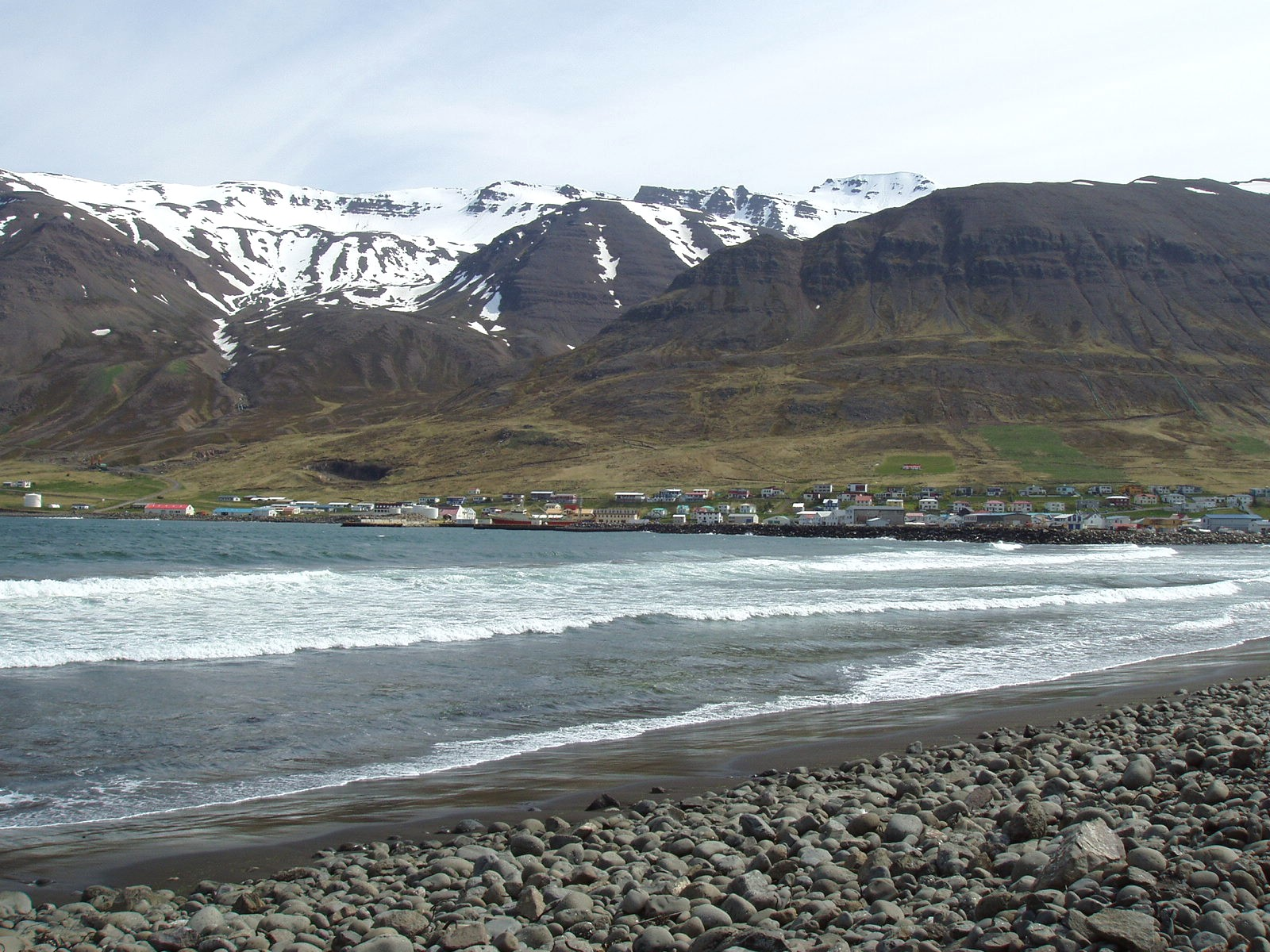
Ólafsfjörður von Westen aus gesehen

Fjallabyggð [ˈfjatlapɪɣð] ist eine isländische Gemeinde in der Region Norðurland eystra.
Am 1. Januar 2023 hatte sie 1977 Einwohner.

## Geografie
Die Gemeinde liegt auf der Halbinsel Tröllaskagi, westlich des Eyjafjörður. Der Norden der Gemeinde ist durch die drei Fjorde Siglufjörður, Héðinsfjörður und Ólafsfjörður geprägt.
Am Siglufjörður liegt die gleichnamige Stadt. Südlich des Héðinsfjörður befindet sich der See Héðinsfjardarvatn, am Ólafsfjörður befindet sich die gleichnamige Stadt sowie der See Ólafsfjarðarvatn.
Südwestlich von Fjallabyggð liegt Sveitarfélagið Skagafjörður, südöstlich Dalvíkurbyggð.

## Geschichte
Die Gemeinde wurde im Juni 2006 durch den Zusammenschluss der Stadtgemeinden Siglufjörður (isl. Siglufjarðarkaupstaður) und Ólafsfjörður (isl. Ólafsfjarðarbær) gebildet. Die alternativen Namensvorschläge Hnjúkabyggð, Tröllaskagabyggð und Ægisbyggð konnten sich beim Wahlvolk nicht durchsetzen.
Von 2006 bis 2010 wurde zwischen Ólafsfjörður und Siglufjörður der Tunnel Héðinsfjarðargöng gebaut.

## Ólafsfjörður
Ólafsfjörður ist eine Handelsstadt am gleichnamigen Fjord, einem westlichen Seitenarm des Eyjafjörður. Am 1. Januar 2023 hatte sie 755 Einwohner. Seit 1991 führt der Múlagöng – ein 3,4 km langer Tunnel – nach Süden in den Eyjafjörður. Die Entfernung nach Reykjavík beträgt 414 Straßenkilometer.

## Siglufjörður
Siglufjörður (dt. „Schiffsmastfjord“) ist eine Handelsstadt. In der Zeit des Heringsbooms hatte Siglufjörður über 3.000 Einwohner, am 1. Januar 2023 waren es noch 1182 Einwohner. Von der Glanzzeit zeugt noch das Heringsfangmuseum und ein Heringsfest. Bis zum Bau des ersten längeren Tunnels in Island – dem Strákagöng – war der Ort auf dem Landweg nur schwierig zu erreichen. Die Entfernung nach Reykjavík beträgt 401 Straßenkilometer. Mit der Bildung von Fjallabyggð wechselte Siglufjörður von der Region Norðurland vestra in die Region Norðurland eystra.

## Kvíabekkur
Südwestlich von Ólafsfjörður liegt an der Landstraße Nr.  82 der Hof Kvíabekkur mit der 1892 erbauten Kirche Kvíabekkjakirkja. Der Vorgängerbau von 1889 war bei einem Orkan zerstört worden. Sie wurde 1969 nach Westen hin vergrößert und mit einem Dachreiter versehen. Neu ausgemalt wurde sie 1977, dabei erhielt sie auch ein neues Altargemälde von Kristinn G. Jóhannsson.

## Ehemalige Gemeinden
|                                | Siglufjörður | Ólafsfjörður |
| ------------------------------ | ------------ | ------------ |
| Gemeindenummer:                | 5000         | 6200         |
| Fläche in km²:                 | 155          | 209          |
| Einwohnerzahl am 1. Dez. 1997: | 1.632        | 1.098        |
| Einwohnerzahl am 1. Dez. 2003: | 1.438        | 994          |
| Einwohnerzahl am 1. Dez. 2004: | 1.386        | 980          |
| Einwohnerzahl am 1. Dez. 2005: | 1.352        | 946          |
| Einwohnerzahl am 1. Dez. 2007: | 1.307        | 881          |

## Töchter und Söhne
- Bjarni Pálsson (1719–1779), Schriftsteller und Arzt
- Illugi Gunnarsson (* 1967), isländischer Politiker
- Birkir Jón Jónsson (* 1979), isländischer Politiker
- Kristján L. Möller (* 1953), isländischer Politiker

## Städtepartnerschaften

### Von Ólafsfjörður
- Hillerød, Dänemark